# Inhumanoids
Inhumanoids ist eine Zeichentrickserie aus dem Jahr 1986 und handelt vom Kampf des Earth Corps gegen drei mächtige Monster, die Inhumanoids, die die Erde unterwerfen wollen. Die Serie basiert auf einem Spielzeug der Firma Hasbro aus dem Jahr 1986.

## Handlung
Paläontologen finden in einem Nationalpark einen Bernsteinblock von gigantischen Ausmaßen, in dem ein großer Dinosaurier eingeschlossen zu sein scheint. Der Klotz wird nach San Francisco gebracht und vom Earth Corps, einem Wissenschaftlerteam der Regierung, untersucht. Zur gleichen Zeit stößt das Bohrteam des kriminellen Ölmagnaten Blackthorne Shore auf ein in einer Höhle eingeschlossenes Monstrum mit grünen Tentakeln und befreit dieses. Der Bernsteinblock, der mittlerweile im Naturkundemuseum steht, gibt plötzlich schrille Töne ab und durch abplatzende Brocken wird der Kopf des Dinosauriers freigesetzt. Tendril, das grüne Monstrum, befreit D. Compose, den Dinosaurier, aus seinem Bernsteingefängnis. Beide werden während eines Kampfes mit Militär und Polizei gleichsam vom Erdboden verschluckt.
Dem Earth Corps gelingt es, zuvor noch eine Gewebeprobe von Tendril zu ergattern. Bei den Nachforschungen über diese Inhumanoids treffen die Forscher auf die Redwoods, große Baummonster. Diese berichten von einer kriegerischen Auseinandersetzung, die vor Urzeiten zwischen den Inhumanoids auf der einen und den Redwoods, den Granites und Magnokor, auf der anderen Seite stattgefunden hat. Mit vereinten Kräften wurden die Inhumanoids schließlich unterworfen und unter der Erde festgehalten.
Es zeigt sich, dass Tendril und D. Compose offensichtlich den dritten und schlimmsten InHumanoid, Metlar, befreien wollen, der von Magnokor mit einem starken Magnetfeld gefesselt wird. Das Earth Corps nimmt den Kampf gegen die Inhumanoids, die die Erde zu unterjochen trachten, auf.

## Produktion und Veröffentlichung
Die Serie wurde 1986 von Sunbow Productions und Marvel Productions produziert. Die Animationen wurden bei Toei Animation angefertigt. Das Drehbuch schrieb Flint Dille und die Musik komponierte Robert J. Walsh. Die Serie wurde vom 21. September bis zum 14. Dezember 1986 in Regionalprogrammen in den USA ausgestrahlt.
Die Serie wurde vom 17. bis 29. März 1989 von Tele 5 in Deutschland gezeigt. Seit Mitte 2005 existiert die komplette Serie als DVD-Version, die allerdings in Deutschland nicht vertrieben wird.

## Synchronsprecher
| Rolle              | englischer Sprecher |
| ------------------ | ------------------- |
| Auger              | Michael Bell        |
| Dr. Herman Mangler | William Callaway    |
| Crygen             | Richard Gautier     |
| D'Compose          | Chris Latta         |
| Hector Ramirez     | Neil Ross           |